# معركة جزيرة نانري
معركة جزيرة نانري (南日島戰役) بين جيش جمهورية الصين وبين جيش التحرير الشعبي، من على جزيرة أستحوذت عليها جمهورية الصين الشعبية قرب الصين قارية (على القارة). بدأ هذا النزاع في 11 أبريل 1952 إلى نهايته 15 أبريل 1952 بفوز جيش جمهورية الصين على جيش التحرير، ولكن مع الوقت قام الجبش بالانسحاب بعد أخذ الأسرى والغنائم إلى تايوان.

## وصلات خارجية
- جانب جيش التحرير الشعبي